# Rdest dlouholistý
Rdest dlouholistý (Potamogeton praelongus Wulfen) je druh jednoděložných rostlin z čeledi rdestovité (Potamogetonaceae).

## Popis
Jedná se vodní rostlinu se silným oddenkem, turiony se nevytváří. Patří mezi tzv. širokolisté rdesty. Lodyha je do 210 cm dlouhá, víceméně oblá, často v uzlinách lomená. Listy jsou jen ponořené, vzplývající na hladině se nevytváří. Ponořené listy jsou jednoduché, přisedlé, střídavé, čepele jsou kopinatě až podlouhle vejčité, až 20 cm dlouhé a 4,5 cm široké, 11–23 žilné. Báze čepele je zaokrouhlená až široce klínovitá, často poloobjímavá. Palisty jsou vyvinuty, tvoří okrově bílý až zelenavě bílý jazýček. Květy jsou v květenstvích, v 2–4 cm dlouhých klasech na 5–25 cm dlouhých stopkách. Okvětí není rozlišeno na kalich a korunu, skládá se ze 4 okvětních lístků, většinou nenápadných, zelenavých až hnědavých, někteří autoři je však považují za přívěsky tyčinek. Tyčinky jsou 4, srostlé s okvětím. Gyneceum je apokarpní, složené z 4 plodolistů. Semeník je svrchní. Plodem je 4,2–5,8 mm dlouhá zelená nažka, na vrcholu s krátkým zobánkem.

## Rozšíření ve světě
Rdest dlouholistý patří k severněji rozšířeným rdestům, roste v severnější Evropě a Asii (zvláště Sibiř), v Grónsku a Severní Americe a Mexiku.

## Rozšíření v Česku
V ČR je to v současnosti vzácný a kriticky ohrožený druh (kategorie C1). V minulosti se vyskytoval vzácně v severních, východních a jižních Čechách. Ve druhé polovině 20. století vlivem likvidace stanovišť a kvůli intenzivnímu chovu ryb vymizel. V současnosti je známá jediná lokalita, a to v mrtvém rameni Orlice u Stříbrného rybníka u Malšovy Lhoty u Hradce Králové. V roce 2003 byl pro tento druh schválen záchranný program.